# Smilin'! Groovin'!
Smilin'! Groovin'!（スマイリン!グルーヴィン!）はFM yokohamaで2007年4月から2012年9月まで放送されていたカウントダウン番組である。
放送時間は毎週土曜日の11:00 - 13:00。DJはVance Kと遠近由美子。
タイムテーブル上「Vance K's Countdown Show! Smilin'! Groovin'!」（ヴァンスケイズ・カウントダウン・ショー!　スマイリン!グルーヴィン!）と書かれる。

## 番組概要
2007年3月まで放送されていた「THE CHART」の後継番組として、日本での放送週最新ヒットチャートと、ある年の洋楽ヒットのチャートを織り交ぜながらカウントダウンしていく。番組ではこれを、「ハイパー・パラレル・ミュージック・カウントダウン・ショー」と称している。
また、番組タイトルの「Smilin'! Groovin'!」には、「誰もが笑顔（Smilin'!）で誰もがノレル（Groovin'!）」という意味合いが込められている。
番組タイトルを呼称する時はVance Kが「Smilin'!」と言った後に遠近が「Groovin'!」というのがお決まりになっている。
2011年2月頃からFacebookを開始し、放送中・前後のスタジオの写真だけでなく、リクエストや番組最後のキメ台詞が募集された。
2011年3月11日に発生した東日本大震災によって、特別体制の放送が解除されたあとも、放送中では1ヶ月ほど、遠近が日本語で避難所や警察発表の情報を述べたあと、Vanceが英語によって翻訳した情報を伝え、外国人に対する被災状況を伝える役割も果たしていた。

## 番組内容
- 11:10　JOINUS STYLE ON SATURDAY
- 11:30　横浜トヨペット Relax Drivin'
- 11:53　FM yokohama NEWS
- 11:57　FM yokohama WEATHER INFORMATION
- 12:05　Hawaiian Lunch time
- 12:35　FM yokohama TRAFFIC REPORT